# Людмил Даковски
Людмил Георгиев Даковски е български учен, доктор на техническите науки, професор и ректор на ВМЕИ в София.

## Биография
Людмил Даковски е роден на 1 април 1939 г. в София. През 1963 г. завършва специалност „Радио и телевизионна техника“ в МЕИ, София.
През 1963 г. е избран за асистент в катедра „Електронна техника“, Факултет „Електронна техника и технологии“, във ВМЕИ. По-късно там защитава дисертации за научна степен „кандидат на техническите науки“ на тема „Някои въпроси на автоматизацията на логическото проектиране на схемите на електронните цифрови машини и устройства“.
През 1974 г. е избран за доцент по „Логически основи на електронните цифрови машини“. Пет години по-късно защитава дисертации за присъждане на научна степен доктор на техническите науки на тема „Микропрограмно-схемен синтез на цифрови устройства“. От 1982 е професор по „Организация на структурите на изчислителните процеси в ЕИМ, комплекси и системи (логически основи на ЕИМ)“. От 1986 г. до 1989 г. е ректор на ВМЕИ - София.
Основни области на научна и преподавателска дейност: анализ и синтез, логически схеми, крайни автомати, автоматично доказване на теореми, бази знания, експертни системи, изкуствен интелект. Основател на научната школа по логически основи на електронните изчислителни машини. През 1983 г. създава първата в България научноизследователска лаборатория по изкуствен интелект, а чрез 1988 г. и Международната школа „Експертни системи и изкуствен интелект“.
Автор на над 200 научни публикации, от които над 160 научни статии и доклади, 22 монографии, книги и учебници, 27 изобретения и 9 патента в чужбина (САЩ, Германия, Великобритания, Франция) в областите: логически схеми, цифрови устройства, микропроцесорни системи. Ръководил 30 научни разработки, участвал в други 20.
Член на редколегията на списание „Автоматика и информатика“. Член на научна комисия по електротехнически науки, електроника и автоматика към ВАК от 2006 г. и секретар на научна комисия по електротехнически науки, електроника и автоматика от 2010 г. Преподвал е в Американския университет в Благоевград, във филиала на Техническия университет в Пловдив и е бил за кратко ръководител на катедра в Европейския политехнически университет в Перник.
През 2011 г. Комисията за разкриване на документите и за обявяване на принадлежност на български граждани към ДС и РС към БНА обявява, че от 1967 до 1971 г. е доверена връзка на Държавна сигурност.

## Управленска дейност
Във Висшия машинно-електротехнически институт, София (ВМЕИ):
- 1974 – 1979: заместник-ръководител на Катедра „Изчислителна техника“, ВМЕИ;
- 1975 – 1978: заместник-ръководител на Научноизследователския сектор, ВМЕИ;
- 1981 – 1990: ръководител на Лаборатория „Автоматизирани системи за управление на транспорта", ВМЕИ;
- 1983 – 1991: ръководител на Лаборатория „Изкуствен интелект“, ВМЕИ;
- 1986 – 1989: ректор на ВМЕИ, София.

## Награди
- орден „Кирил и Методий“
- звание „Заслужил изобретател“